# Gorka de Carlos García
Gorka De Carlos García (Pamplona, 1 d'agost de 1977) és un futbolista navarrès, que ocupa la posició de davanter centre.

## Trajectòria
Sorgeix del planter del CA Osasuna. Després de militar a l'Osasuna B entre 1997 i 2003 (inclosa una cessió al Burgos CF la temporada 00/01) finalment debuta amb els pamplonesos a la primera divisió 02/03, tot jugant tres partits.
No té continuïtat a l'equip osasunista i passa la temporada 03/04 al CF Reus Deportiu, i la següent, a la Real Unión de Irún. L'estiu del 2005 recala a la Lorca Deportiva, amb qui qualla una bona temporada a Segona Divisió: 10 gols en 39 partits. La temporada 06/07 els seus números al conjunt murcià es redueixen, i la Lorca baixa a Segona B.
La temporada 07/08 serà suplent al Nàstic de Tarragona. El 2008 s'incorpora a la UE Sant Andreu.